# Rio Capivari (Iguaçu)
Der Rio Capivari ist ein etwa 21 km langer linker Nebenfluss des Rio Iguaçu im Süden des brasilianischen Bundesstaats Paraná.

## Geografie

### Lage
Das Einzugsgebiet des Rio Capivari befindet sich auf dem Segundo Planalto Paranaense (Zweite oder Ponta-Grossa-Hochebene von Paraná).

### Verlauf

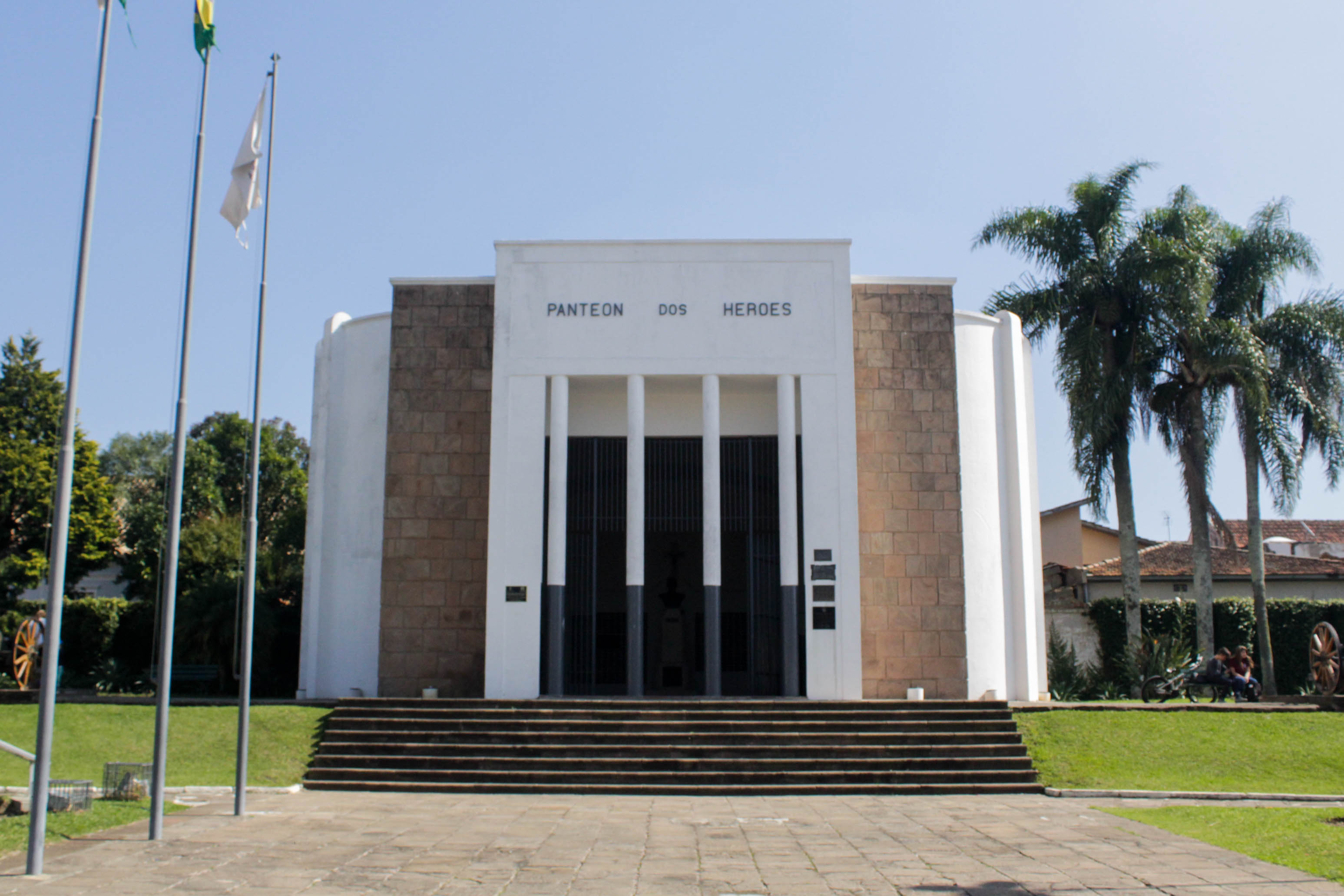
Heldenpantheon von Lapa

Sein Quellgebiet liegt im Munizip Lapa auf 915 m Meereshöhe. Es liegt in dem kleinen Park im Osten des Stadtgebiets, in dem das Heldenpantheon der Gefallenen der Belagerung von Lapa steht.
Der Fluss verläuft in nördlicher Richtung. Ab der Artilleriekaserne im Norden des Stadtgebiets und der Brücke der BR-476 begleitet er die westliche Grenze des Umweltschutzgebiets Área de Proteção Ambiental da Escarpa Devoniana. Er verläuft westlich oberhalb der Schichtstufe von der zweiten zur ersten Hochebene von Paraná.
In seinem Tal verläuft die Eisenbahnstammstrecke Tronco Principal Sul der Rumo Logística bzw. der früheren Rede Ferroviária Federal, die von Triunfo im Großraum Porto Alegre bis Pinhalzinho im Staat São Paulo führt.
Er mündet auf 864 m Höhe von links in den Rio Iguaçu. Er ist etwa 21 km lang.

### Munizipien im Einzugsgebiet
Der Rio Capivari verläuft vollständig innerhalb des Munizipgebiets von Lapa.